# 長尾彎牙海鱔
長尾彎牙海鱔（学名：Strophidon sathete），又稱長鯙，俗名為錢鰻、薯鰻、虎鰻，為輻鰭魚綱鰻鱺目的其中一種。

## 分布
本魚分布於印度西太平洋海域，包括紅海、東非、南非、留尼旺、馬達加斯加、模里西斯、馬爾地夫、聖誕島、印度、日本、台灣、中國、菲律賓、越南、印尼、澳洲、新喀里多尼亞、萬那杜、密克羅尼西亞、帛琉、斐濟等海域。

## 深度
水深0至15公尺。

## 特徵
本魚體呈蛇狀，極為瘦長，口大，無胸鰭，表皮光滑無鱗片。魚體為赤褐色，背鰭與臀鰭邊緣為黑色。體長可達400公分。須注意的是，其牙齒銳利，容易傷人。

## 生態
本魚生活於熱帶海域，白天躲藏於石縫或潛伏在沙地，夜晚才外出活動覓食。偶爾在潮池中發現，性情兇暴但無毒。肉食性，以小型無脊椎動物為食。

## 經濟利用
可食用，但多做下雜魚。